# フランク・ウェルスマン
フランク・ウェルスマン（Frank Welsman、1873年12月20日 - 1952年7月2日）はカナダの作曲家、ピアニスト。